# Itame spodiaria
Itame spodiaria là một loài bướm đêm trong họ Geometridae.